# Ryttere og hold i Tour de France 2009
Ryttere og hold i Tour de France 2009
| Cervélo TestTeam CTT    | Cervélo TestTeam CTT       | Cervélo TestTeam CTT | Cervélo TestTeam CTT | Cervélo TestTeam CTT |
| ----------------------- | -------------------------- | -------------------- | -------------------- | -------------------- |
| Nr.                     |                            | Alder                |                      | Pos.                 |
| 1                       | Carlos Sastre              | 34                   | Spanien              |                      |
| 2                       | Íñigo Cuesta               | 40                   | Spanien              |                      |
| 3                       | José Ángel Gómez Marchante | 29                   | Spanien              | DNF-17               |
| 4                       | Volodymir Gustov           | 32                   | Ukraine              |                      |
| 5                       | Heinrich Haussler          | 25                   | Tyskland             |                      |
| 6                       | Thor Hushovd               | 31                   | Norge                |                      |
| 7                       | Andreas Klier              | 34                   | Tyskland             |                      |
| 8                       | Brett Lancaster            | 29                   | Australien           |                      |
| 9                       | Hayden Roulston            | 28                   | New Zealand          |                      |
| Holdleder: Theo Maucher |                            |                      |                      |                      |

| Silence-Lotto SIL        | Silence-Lotto SIL     | Silence-Lotto SIL | Silence-Lotto SIL | Silence-Lotto SIL |
| ------------------------ | --------------------- | ----------------- | ----------------- | ----------------- |
| Nr.                      |                       | Alder             |                   | Pos.              |
| 11                       | Cadel Evans           | 32                | Australien        |                   |
| 12                       | Mickaël Delage        | 23                | Frankrig          |                   |
| 13                       | Sebastian Lang        | 29                | Tyskland          |                   |
| 14                       | Matthew Lloyd         | 26                | Australien        |                   |
| 15                       | Staf Scheirlinckx     | 30                | Belgien           |                   |
| 16                       | Greg Van Avermaet     | 24                | Belgien           |                   |
| 17                       | Jurgen Van Den Broeck | 26                | Belgien           |                   |
| 18                       | Johan Van Summeren    | 28                | Belgien           |                   |
| 19                       | Charles Wegelius      | 31                | Storbritannien    |                   |
| Holdleder: Marc Sergeant |                       |                   |                   |                   |

| Astana AST                | Astana AST        | Astana AST | Astana AST | Astana AST |
| ------------------------- | ----------------- | ---------- | ---------- | ---------- |
| Nr.                       |                   | Alder      |            | Pos.       |
| 21                        | Alberto Contador  | 26         | Spanien    |            |
| 22                        | Lance Armstrong   | 37         | USA        |            |
| 23                        | Andreas Klöden    | 34         | Tyskland   |            |
| 24                        | Levi Leipheimer   | 35         | USA        | DNS-13     |
| 25                        | Dimitry Muravyev  | 30         | Kasakhstan |            |
| 26                        | Sérgio Paulinho   | 29         | Portugal   |            |
| 27                        | Yaroslav Popovych | 29         | Ukraine    |            |
| 28                        | Grégory Rast      | 29         | Schweiz    |            |
| 29                        | Haimar Zubeldia   | 32         | Spanien    |            |
| Holdleder: Johan Bruyneel |                   |            |            |            |

| Team Saxo Bank SAX     | Team Saxo Bank SAX   | Team Saxo Bank SAX | Team Saxo Bank SAX | Team Saxo Bank SAX |
| ---------------------- | -------------------- | ------------------ | ------------------ | ------------------ |
| Nr.                    |                      | Alder              |                    | Pos.               |
| 31                     | Andy Schleck         | 24                 | Luxembourg         |                    |
| 32                     | Kurt Asle Arvesen    | 34                 | Norge              | DNS-11             |
| 33                     | Fabian Cancellara    | 28                 | Schweiz            |                    |
| 34                     | Gustav Larsson       | 28                 | Sverige            |                    |
| 35                     | Stuart O'Grady       | 35                 | Australien         |                    |
| 36                     | Fränk Schleck        | 29                 | Luxembourg         |                    |
| 37                     | Chris Anker Sørensen | 24                 | Danmark            |                    |
| 38                     | Nicki Sørensen       | 34                 | Danmark            |                    |
| 39                     | Jens Voigt           | 37                 | Tyskland           | DNF-16             |
| Holdleder: Bjarne Riis |                      |                    |                    |                    |

| Rabobank RAB             | Rabobank RAB        | Rabobank RAB | Rabobank RAB | Rabobank RAB |
| ------------------------ | ------------------- | ------------ | ------------ | ------------ |
| Nr.                      |                     | Alder        |              | Pos.         |
| 41                       | Denis Menchov       | 31           | Rusland      |              |
| 42                       | Stef Clement        | 26           | Holland      |              |
| 43                       | Juan Antonio Flecha | 31           | Spanien      |              |
| 44                       | Óscar Freire        | 33           | Spanien      |              |
| 45                       | Juan Manuel Gárate  | 33           | Spanien      |              |
| 46                       | Robert Gesink       | 23           | Holland      | DNS-6        |
| 47                       | Grischa Niermann    | 33           | Tyskland     |              |
| 48                       | Joost Posthuma      | 28           | Holland      |              |
| 49                       | Laurens ten Dam     | 28           | Holland      |              |
| Holdleder: Harold Knebel |                     |              |              |              |

| Garmin-Slipstream GRM         | Garmin-Slipstream GRM | Garmin-Slipstream GRM | Garmin-Slipstream GRM | Garmin-Slipstream GRM |
| ----------------------------- | --------------------- | --------------------- | --------------------- | --------------------- |
| Nr.                           |                       | Alder                 |                       | Pos.                  |
| 51                            | Christian Vande Velde | 33                    | USA                   |                       |
| 52                            | Julian Dean           | 34                    | New Zealand           |                       |
| 53                            | Tyler Farrar          | 25                    | USA                   |                       |
| 54                            | Ryder Hesjedal        | 28                    | Canada                |                       |
| 55                            | Martijn Maaskant      | 25                    | Holland               |                       |
| 56                            | David Millar          | 32                    | Storbritannien        |                       |
| 57                            | Danny Pate            | 30                    | USA                   |                       |
| 58                            | Bradley Wiggins       | 29                    | Storbritannien        |                       |
| 59                            | David Zabriskie       | 30                    | USA                   |                       |
| Holdleder: Jonathan Vaughters |                       |                       |                       |                       |

| Euskaltel-Euskadi EUS       | Euskaltel-Euskadi EUS | Euskaltel-Euskadi EUS | Euskaltel-Euskadi EUS | Euskaltel-Euskadi EUS |
| --------------------------- | --------------------- | --------------------- | --------------------- | --------------------- |
| Nr.                         |                       | Alder                 |                       | Pos.                  |
| 61                          | Mikel Astarloza       | 29                    | Spanien               |                       |
| 62                          | Igor Antón            | 26                    | Spanien               |                       |
| 63                          | Koldo Fernández       | 27                    | Spanien               | HD-8                  |
| 64                          | Egoi Martínez         | 31                    | Spanien               |                       |
| 65                          | Juan José Oroz        | 28                    | Spanien               |                       |
| 66                          | Alan Pérez            | 26                    | Spanien               | HD-19                 |
| 67                          | Rubén Pérez           | 27                    | Spanien               |                       |
| 68                          | Amets Txurruka        | 26                    | Spanien               | HD-19                 |
| 69                          | Gorka Verdugo         | 30                    | Spanien               |                       |
| Holdleder: Miguel Madariaga |                       |                       |                       |                       |

| Team Columbia-HTC THR    | Team Columbia-HTC THR | Team Columbia-HTC THR | Team Columbia-HTC THR | Team Columbia-HTC THR |
| ------------------------ | --------------------- | --------------------- | --------------------- | --------------------- |
| Nr.                      |                       | Alder                 |                       | Pos.                  |
| 71                       | Mark Cavendish        | 24                    | Storbritannien        |                       |
| 72                       | Bernhard Eisel        | 28                    | Østrig                |                       |
| 73                       | Bert Grabsch          | 34                    | Tyskland              |                       |
| 74                       | George Hincapie       | 36                    | USA                   |                       |
| 75                       | Tony Martin           | 24                    | Tyskland              |                       |
| 76                       | Kim Kirchen           | 31                    | Luxembourg            |                       |
| 77                       | Maxime Monfort        | 26                    | Belgien               |                       |
| 78                       | Mark Renshaw          | 26                    | Australien            |                       |
| 79                       | Michael Rogers        | 29                    | Australien            |                       |
| Holdleder: Bob Stapleton |                       |                       |                       |                       |

| Ag2r-La Mondiale ALM      | Ag2r-La Mondiale ALM | Ag2r-La Mondiale ALM | Ag2r-La Mondiale ALM | Ag2r-La Mondiale ALM |
| ------------------------- | -------------------- | -------------------- | -------------------- | -------------------- |
| Nr.                       |                      | Alder                |                      | Pos.                 |
| 81                        | Vladimir Efimkin     | 27                   | Rusland              | DNF-15               |
| 82                        | José Luis Arrieta    | 38                   | Spanien              |                      |
| 83                        | Cyril Dessel         | 34                   | Frankrig             | DNF-17               |
| 84                        | Hubert Dupont        | 28                   | Frankrig             |                      |
| 85                        | Stéphane Goubert     | 39                   | Frankrig             |                      |
| 86                        | Lloyd Mondory        | 27                   | Frankrig             |                      |
| 87                        | Rinaldo Nocentini    | 31                   | Italien              |                      |
| 88                        | Christophe Riblon    | 28                   | Frankrig             |                      |
| 89                        | Nicolas Roche        | 25                   | Irland               |                      |
| Holdleder: Vincent Lavenu |                      |                      |                      |                      |

| Liquigas LIQ              | Liquigas LIQ         | Liquigas LIQ | Liquigas LIQ | Liquigas LIQ |
| ------------------------- | -------------------- | ------------ | ------------ | ------------ |
| Nr.                       |                      | Alder        |              | Pos.         |
| 91                        | Franco Pellizotti    | 31           | Italien      |              |
| 92                        | Daniele Bennati      | 28           | Italien      |              |
| 93                        | Roman Kreuziger      | 23           | Tjekkiet     |              |
| 94                        | Aliaksandr Kuchynski | 29           | Hviderusland |              |
| 95                        | Vincenzo Nibali      | 24           | Italien      |              |
| 96                        | Fabio Sabatini       | 24           | Italien      |              |
| 97                        | Brian Vandborg       | 27           | Danmark      |              |
| 98                        | Alessandro Vanotti   | 28           | Italien      |              |
| 99                        | Frederik Willems     | 29           | Belgien      |              |
| Holdleder: Roberto Amadio |                      |              |              |              |

| Française des Jeux FDJ | Française des Jeux FDJ | Française des Jeux FDJ | Française des Jeux FDJ | Française des Jeux FDJ |
| ---------------------- | ---------------------- | ---------------------- | ---------------------- | ---------------------- |
| Nr.                    |                        | Alder                  |                        | Pos.                   |
| 101                    | Sandy Casar            | 30                     | Frankrig               |                        |
| 102                    | Jérôme Coppel          | 22                     | Frankrig               | DNF-12                 |
| 103                    | Anthony Geslin         | 29                     | Frankrig               |                        |
| 104                    | Yauheni Hutarovich     | 25                     | Hviderusland           |                        |
| 105                    | Sébastien Joly         | 30                     | Frankrig               | DNF-7                  |
| 106                    | Christophe Le Mével    | 28                     | Frankrig               |                        |
| 107                    | Jérémy Roy             | 26                     | Frankrig               |                        |
| 108                    | Benoît Vaugrenard      | 27                     | Frankrig               |                        |
| 109                    | Jussi Veikkanen        | 28                     | Finland                |                        |
| Holdleder: Marc Madiot |                        |                        |                        |                        |

| Caisse d'Epargne GCE             | Caisse d'Epargne GCE | Caisse d'Epargne GCE | Caisse d'Epargne GCE | Caisse d'Epargne GCE |
| -------------------------------- | -------------------- | -------------------- | -------------------- | -------------------- |
| Nr.                              |                      | Alder                |                      | Pos.                 |
| 111                              | Oscar Pereiro        | 31                   | Spanien              | DNF-8                |
| 112                              | David Arroyo         | 29                   | Spanien              |                      |
| 113                              | Rui Costa            | 23                   | Portugal             | DNS-12               |
| 114                              | Arnaud Coyot         | 28                   | Frankrig             |                      |
| 115                              | Iván Gutiérrez       | 30                   | Spanien              |                      |
| 116                              | Luis Pasamontes      | 29                   | Spanien              |                      |
| 117                              | José Joaquín Rojas   | 24                   | Spanien              |                      |
| 118                              | Luis León Sánchez    | 25                   | Spanien              |                      |
| 119                              | Rigoberto Urán       | 22                   | Colombia             |                      |
| Holdleder: José-Miguel Echavarri |                      |                      |                      |                      |

| Cofidis COF           | Cofidis COF      | Cofidis COF | Cofidis COF | Cofidis COF |
| --------------------- | ---------------- | ----------- | ----------- | ----------- |
| Nr.                   |                  | Alder       |             | Pos.        |
| 121                   | David Moncoutié  | 34          | Frankrig    |             |
| 122                   | Stéphane Augé    | 34          | Frankrig    |             |
| 123                   | Samuel Dumoulin  | 28          | Frankrig    |             |
| 124                   | Leonardo Duque   | 29          | Colombia    |             |
| 125                   | Bingen Fernández | 36          | Spanien     |             |
| 126                   | Christophe Kern  | 28          | Frankrig    |             |
| 127                   | Sébastien Minard | 27          | Frankrig    |             |
| 128                   | Amaël Moinard    | 27          | Frankrig    |             |
| 129                   | Rémi Pauriol     | 27          | Frankrig    |             |
| Holdleder: Éric Boyer |                  |             |             |             |

| Lampre-N.G.C. LAM           | Lampre-N.G.C. LAM  | Lampre-N.G.C. LAM | Lampre-N.G.C. LAM | Lampre-N.G.C. LAM |
| --------------------------- | ------------------ | ----------------- | ----------------- | ----------------- |
| Nr.                         |                    | Alder             |                   | Pos.              |
| 131                         | Alessandro Ballan  | 29                | Italien           |                   |
| 132                         | Marco Bandiera     | 25                | Italien           |                   |
| 133                         | Marzio Bruseghin   | 35                | Italien           |                   |
| 134                         | Angelo Furlan      | 32                | Italien           | DNF-12            |
| 135                         | David Loosli       | 29                | Schweiz           |                   |
| 136                         | Daniele Righi      | 33                | Italien           |                   |
| 137                         | Mauro Santambrogio | 24                | Italien           |                   |
| 138                         | Marcin Sapa        | 33                | Polen             |                   |
| 139                         | Simon Špilak       | 23                | Slovenien         |                   |
| Holdleder: Giuseppe Saronni |                    |                   |                   |                   |

| Bbox Bouygues Télécom BBO       | Bbox Bouygues Télécom BBO | Bbox Bouygues Télécom BBO | Bbox Bouygues Télécom BBO | Bbox Bouygues Télécom BBO |
| ------------------------------- | ------------------------- | ------------------------- | ------------------------- | ------------------------- |
| Nr.                             |                           | Alder                     |                           | Pos.                      |
| 141                             | Thomas Voeckler           | 30                        | Frankrig                  |                           |
| 142                             | Yukiya Arashiro           | 24                        | Japan                     |                           |
| 143                             | William Bonnet            | 27                        | Frankrig                  |                           |
| 144                             | Pierrick Fédrigo          | 30                        | Frankrig                  |                           |
| 145                             | Saïd Haddou               | 26                        | Frankrig                  |                           |
| 146                             | Laurent Lefèvre           | 33                        | Frankrig                  |                           |
| 147                             | Alexandre Pichot          | 26                        | Frankrig                  |                           |
| 148                             | Pierre Rolland            | 22                        | Frankrig                  |                           |
| 149                             | Jurij Trofimov            | 25                        | Rusland                   |                           |
| Holdleder: Jean-René Bernaudeau |                           |                           |                           |                           |

| Quick Step QST              | Quick Step QST      | Quick Step QST | Quick Step QST | Quick Step QST |
| --------------------------- | ------------------- | -------------- | -------------- | -------------- |
| Nr.                         |                     | Alder          |                | Pos.           |
| 151                         | Sylvain Chavanel    | 30             | Frankrig       |                |
| 152                         | Carlos Barredo      | 28             | Spanien        |                |
| 153                         | Tom Boonen          | 28             | Belgien        | DNS-15         |
| 154                         | Steven De Jongh     | 35             | Holland        |                |
| 155                         | Stijn Devolder      | 29             | Belgien        |                |
| 156                         | Jérôme Pineau       | 29             | Frankrig       |                |
| 157                         | Sébastien Rosseler  | 27             | Belgien        |                |
| 158                         | Matteo Tosatto      | 35             | Italien        |                |
| 159                         | Jurgen Van de Walle | 32             | Belgien        | DNS-3          |
| Holdleder: Patrick Lefevere |                     |                |                |                |

| Team Katusha KAT           | Team Katusha KAT    | Team Katusha KAT | Team Katusha KAT | Team Katusha KAT |
| -------------------------- | ------------------- | ---------------- | ---------------- | ---------------- |
| Nr.                        |                     | Alder            |                  | Pos.             |
| 161                        | Vladimir Karpets    | 28               | Rusland          |                  |
| 162                        | Filippo Pozzato     | 27               | Italien          |                  |
| 163                        | Alexandre Botcharov | 34               | Rusland          |                  |
| 164                        | Joan Horrach        | 35               | Spanien          |                  |
| 165                        | Serguei Ivanov      | 34               | Rusland          |                  |
| 166                        | Mikhail Ignatiev    | 22               | Rusland          |                  |
| 167                        | Danilo Napolitano   | 28               | Italien          | HD-9             |
| 168                        | Nikolai Trusov      | 24               | Rusland          |                  |
| 169                        | Stijn Vandenbergh   | 25               | Belgien          |                  |
| Holdleder: Stefano Feltrin |                     |                  |                  |                  |

| Agritubel AGR           | Agritubel AGR     | Agritubel AGR | Agritubel AGR | Agritubel AGR |
| ----------------------- | ----------------- | ------------- | ------------- | ------------- |
| Nr.                     |                   | Alder         |               | Pos.          |
| 171                     | Christophe Moreau | 38            | Frankrig      |               |
| 172                     | Maxime Bouet      | 22            | Frankrig      |               |
| 173                     | Sylvain Calzati   | 30            | Frankrig      |               |
| 174                     | Brice Feillu      | 23            | Frankrig      |               |
| 175                     | Romain Feillu     | 25            | Frankrig      | DNF-12        |
| 176                     | Eduardo Gonzalo   | 25            | Spanien       | DNF-8         |
| 177                     | David Lelay       | 29            | Frankrig      | DNF-8         |
| 178                     | Geoffroy Lequatre | 28            | Frankrig      |               |
| 179                     | Nicolas Vogondy   | 31            | Frankrig      |               |
| Holdleder: David Fornes |                   |               |               |               |

| Team Milram MRM             | Team Milram MRM     | Team Milram MRM | Team Milram MRM | Team Milram MRM |
| --------------------------- | ------------------- | --------------- | --------------- | --------------- |
| Nr.                         |                     | Alder           |                 | Pos.            |
| 181                         | Linus Gerdemann     | 26              | Tyskland        |                 |
| 182                         | Gerald Ciolek       | 22              | Tyskland        |                 |
| 183                         | Markus Fothen       | 27              | Tyskland        |                 |
| 184                         | Johannes Fröhlinger | 24              | Tyskland        |                 |
| 185                         | Christian Knees     | 28              | Tyskland        |                 |
| 186                         | Niki Terpstra       | 25              | Holland         |                 |
| 187                         | Peter Velits        | 24              | Slovakiet       |                 |
| 188                         | Fabian Wegmann      | 29              | Tyskland        |                 |
| 189                         | Peter Wrolich       | 35              | Østrig          | DNS-13          |
| Holdleder: Gerry van Gerwen |                     |                 |                 |                 |

| Skil-Shimano SKS            | Skil-Shimano SKS | Skil-Shimano SKS | Skil-Shimano SKS | Skil-Shimano SKS |
| --------------------------- | ---------------- | ---------------- | ---------------- | ---------------- |
| Nr.                         |                  | Alder            |                  | Pos.             |
| 191                         | Cyril Lemoine    | 26               | Frankrig         |                  |
| 192                         | Fumiyuki Beppu   | 26               | Japan            |                  |
| 193                         | Simon Geschke    | 23               | Tyskland         |                  |
| 194                         | Jonathan Hivert  | 24               | Frankrig         |                  |
| 195                         | Thierry Hupond   | 24               | Frankrig         |                  |
| 196                         | Koen de Kort     | 26               | Holland          |                  |
| 197                         | Piet Rooijakkers | 28               | Holland          | DNF-4            |
| 198                         | Albert Timmer    | 24               | Holland          |                  |
| 199                         | Kenny van Hummel | 26               | Holland          | DNF-17           |
| Holdleder: Iwan Spekenbrink |                  |                  |                  |                  |